# یواس‌اس هویات (۱۸۶۳)
یواس‌اس هویات (۱۸۶۳) (به انگلیسی: USS Hoyt (1863)) یک کشتی بود که طول آن ۴۵ فوت (۱۴ متر) بود. این کشتی در سال ۱۸۶۳ ساخته شد.